# Klajtonia

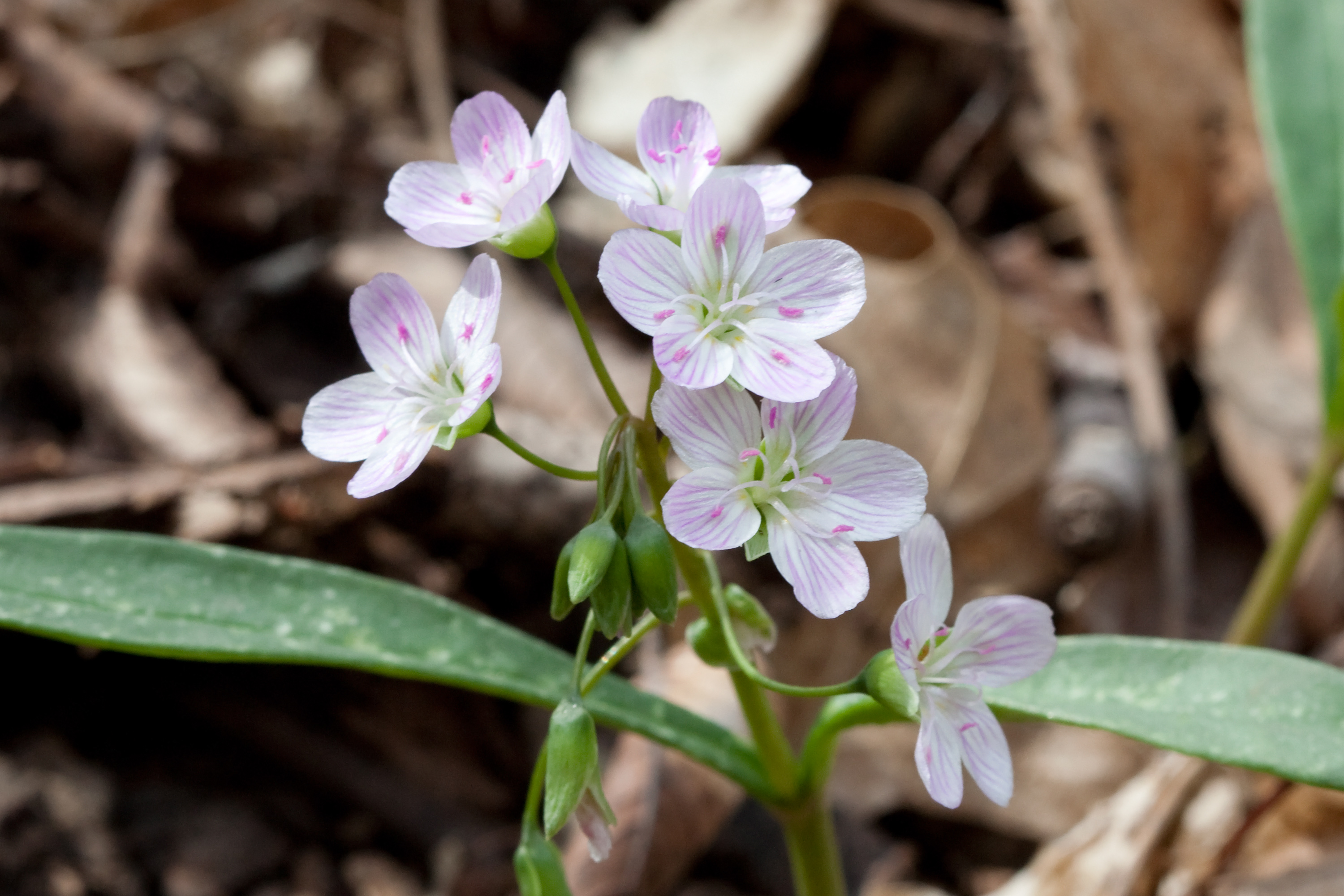
Claytonia virginica

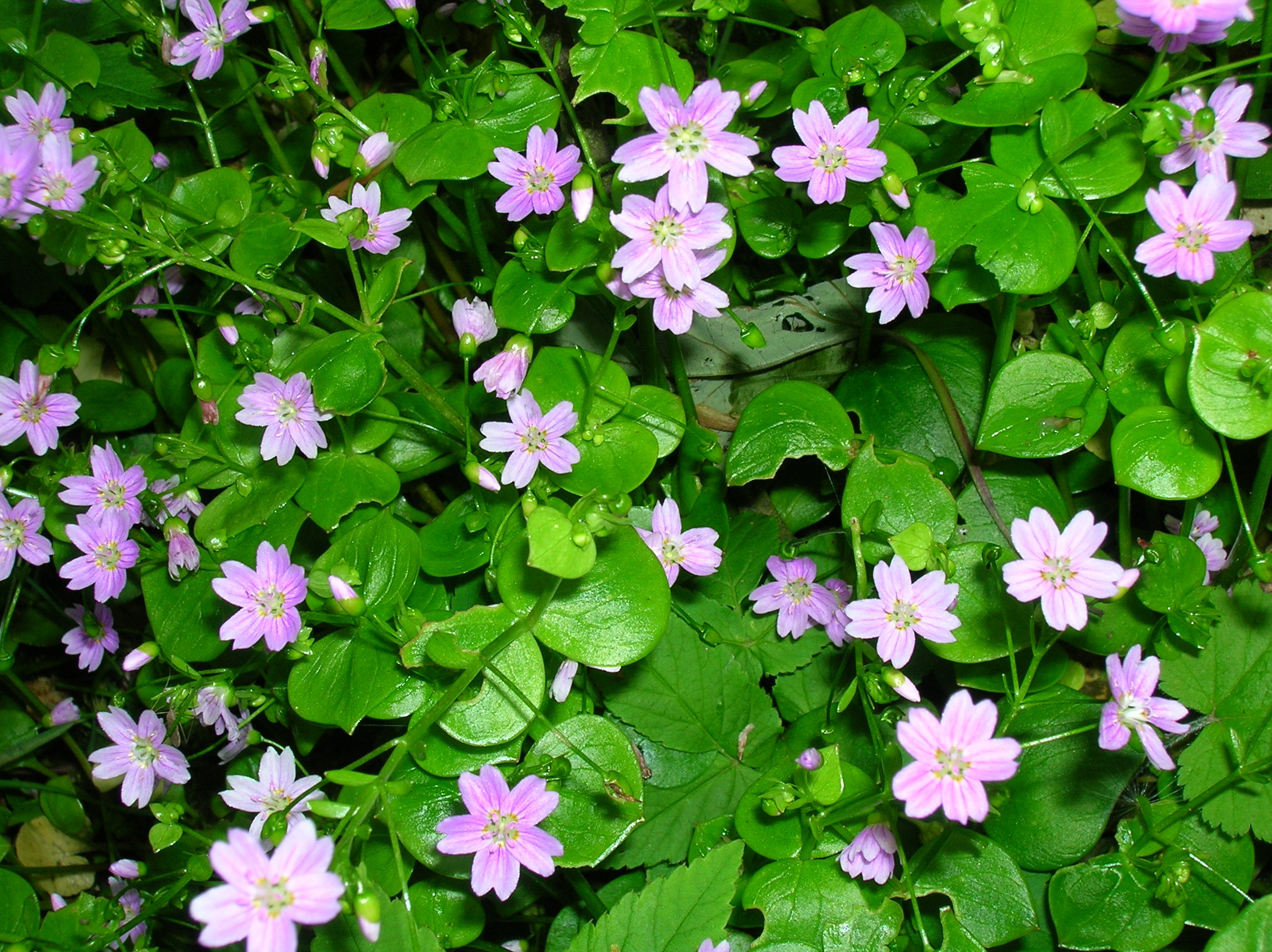
Claytonia sibirica

Klajtonia (Claytonia) – rodzaj roślin z rodziny zdrojkowatych (Montiaceae). Obejmuje ok. 26–28 gatunków. Największe ich zróżnicowane występuje w zachodniej części Ameryki Północnej, ale występują także w Ameryce Środkowej na północ od Gwatemali oraz we wschodniej Azji. Niektóre gatunki zawlekane są i dziczeją w Europie, Azji i na Nowej Zelandii. Szeroko rozprzestrzeniona w Europie nad strumieniami i w wilgotnych lasach jest C. sibirica. W Polsce jako przejściowo dziczejące podawana była klajtonia przeszyta Claytonia perfoliata. Klajtonie rosną zwykle w miejscach skalistych oraz w lasach. Nazwa naukowa rodzaju upamiętnia amerykańskiego lekarza i kolekcjonera roślin – Johna Claytona (1686-1773).

## Morfologia
PokrójByliny i rośliny jednoroczne, osiągające do 30 cm wysokości. U wielu gatunków wykształcają się zgrubiałe podziemne bulwy pędowe i kłącza. Łodygi płożące lub wzniesione.
LiścieSkupione w przyziemnej rozecie liściowej, poza tym obecne są liście łodygowe. Kształt blaszki bardzo zróżnicowany u różnych gatunków – od równowąskiego po łopatkowaty i owalny, na szczycie blaszka może być zaostrzona lub tępa. Liście łodygowe w liczbie 2 lub 3, odpowiednio naprzeciwległe lub w okółku, równowąskie lub owalne. U nasady zwykle zrośnięte.
KwiatyOkazałe, zebrane w kwiatostany groniaste lub baldachokształtne na szczycie łodygi. Wsparte przysadkami, zielonymi i podobnymi do liści lub błoniastymi i łuskowatymi. Kielich tworzą dwie nierówne działki. Płatków korony jest 5 i mają kolor biały lub różowy. Pręcików jest 5. Zalążnia kulista, jednokomorowa z 3–6 zalążkami, szyjka słupka pojedyncza, zwieńczona 3 znamionami.
OwoceKilkunasienna torebka otwierająca się trzema klapami. U niektórych gatunków na kulistych, czarnych nasionach znajduje się biały elajosom, dzięki któremu rozprzestrzeniane są przez mrówki.

## Systematyka
Według APweb (aktualizowany system APG IV z 2016) jest to rodzaj z rodziny zdrojkowatych (Montiaceae) w obrębie rzędu goździkowców. W niektórych, dawniejszych ujęciach systematycznych klasyfikowany do rodziny portulakowatych (Portulacaceae).
Wykaz gatunków
- Claytonia acutifolia Pall. ex Schult.
- Claytonia arctica Adam
- Claytonia caroliniana Michx.
- Claytonia cordifolia S.Watson
- Claytonia eschscholtzii Cham.
- Claytonia exigua Torr. & A.Gray
- Claytonia gypsophiloides Fisch. & C.A.Mey.
- Claytonia joanneana Schult.
- Claytonia lanceolata Pursh
- Claytonia megarhiza (A.Gray) Parry ex S.Watson
- Claytonia nevadensis S.Watson
- Claytonia ogilviensis McNeill
- Claytonia ozarkensis John M.Mill. & K.L.Chambers
- Claytonia palustris Swanson & Kelley
- Claytonia parviflora Douglas ex Hook.
- Claytonia perfoliata Donn ex Willd. – klajtonia przeszyta
- Claytonia porsildii Jurtzev
- Claytonia rosea Rydb.
- Claytonia rubra (Howell) Tidestr.
- Claytonia sarmentosa C.A.Mey.
- Claytonia saxosa Brandegee
- Claytonia scammaniana Hultén
- Claytonia sibirica L.
- Claytonia soczaviana Jurtzev
- Claytonia tuberosa Pall. ex Schult.
- Claytonia udokanica Zuev
- Claytonia umbellata S.Watson
- Claytonia virginica L.